# Monte Cadria
Monte Cadria – szczyt w paśmie Prealpi Gardesane, w Alpach Wschodnich. Leży w regionie Trydent-Górna Adyga, w północnych Włoszech. Jest najwyższym szczytem Prealpi Gardesane. Leży na północny zachód od jeziora Garda.